# Dianna Agron
Dianna Elise Agron (Savannah, Georgia, Estados Unidos; 30 de abril de 1986), más conocida como Dianna Agron, es una actriz rusa-estadounidense.
Agron hizo su debut como actriz apareciendo como Jessica Grant en CSI: Nueva York durante el año 2006. Después de esto, Agron tuvo apariciones menores en películas y series de televisión como Drake & Josh, Shark, T.K.O., Skid Marks, Dinner with Raphael y Celebrities Anonymous. Desde 2006 hasta el año 2007, Agron interpretó a personajes recurrentes en Veronica Mars como Jenny Budosh, y Heroes, como Debbie Marshall.
En 2009, Agron ganó el papel de Quinn Fabray en la serie musical comedia-drama de Fox, Glee. Quinn fue introducida como una chica "terrible, la más malvada", como dijo Agron. Gracias a esto, Agron ganó muchos premios y nominaciones. También ese año, se lanzó a sí misma como escritora y guionista, con el resultado siendo el corto A Fuchsia Elephant, que trata sobre una chica de 18 años interpretada por Agron que hace la fiesta de cumpleaños que siempre quiso, sin embargo, nunca fue estrenado.
En 2011, Agron coprotagonizó en las películas The Hunters y I Am Number Four. Más tarde ese mismo año, una película sobre el concierto de Glee, Glee Live! In Concert!, fue estrenada en cines, titulada Glee: The 3D Concert Movie.
En 2013, Agron apareció como Belle Blake junto a Robert De Niro, Michelle Pfeiffer y Tommy Lee Jones en la película de acción crimen-comedia, The Family.
En 2015, fue protagonista de las películas Zipper, La última canción, Bare y prestó su voz para el documental Unity. Realizó su debut en teatro con la obra McQueen, The Play en donde personificó a Dahlia.

## Primeros años

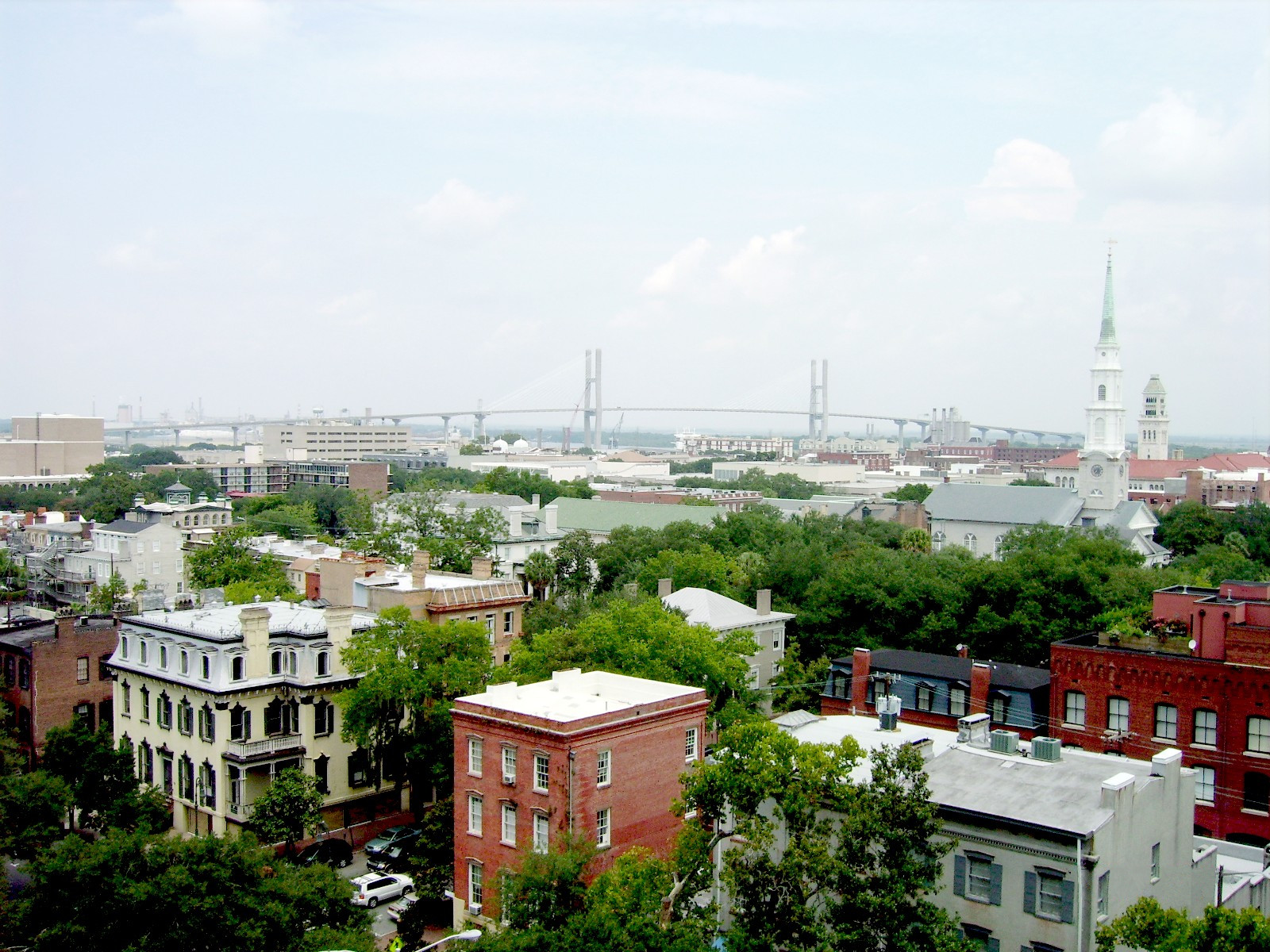
Savannah, Georgia, ciudad en la que nació Agron.

Nació en Savannah, Georgia, y fue criada en San Antonio, Texas y en San Francisco, California. Es hija de Mary y Ronald S. Agron, un gerente general de los hoteles Hyatt. Tiene un hermano menor llamado Jason. El padre de Agron es originario de Rusia, y su apellido original, Agronsky, fue alterado oficialmente por Ellis Island. Su padre nació de una familia judía, lo que hizo que su madre se convirtiera al judaísmo. Agron asistió a una escuela hebrea y tuvo un bat mitzvah.
Cuando tenía 15 años, se enteró de que su padre tenía esclerosis múltiple. En una entrevista con Cosmopolitan Magazine, ella reveló: "Cambió un poco después de eso," ella dice. "A esa edad, no ves mortalidad en tus padres". La enfermedad le causó que la relación de sus padres decayera, y ellos decidieron separarse. El divorcio hizo que su hermano y ella quedaran devastados. "Tuve que ser la terapeuta familiar... ser la que nos unía". Ella se detiene, y luego dice: "Aún no estoy lista para hablar de estas cosas".
Agron asistió a la escuela intermedia Burlingame y a la secundaria Burlingame, en donde fue reina del baile de bienvenida e interpretó a Marty en Grease. También fue parte de la decoración, vestuarios, maquillaje y todo el proceso de la obra. Agron lleva bailando desde que tiene tres años, concentrándose principalmente en el jazz y el ballet, y después empezó a bailar hip-hop y se enamoró de la actuación desde niña, apareciendo en muchas obras locales y escolares; interpretó a Dorothy Gale en la obra de The Wizard of Oz en quinto año, y empezó a enseñar baile desde adolescente. Ella dice que no fue "popular" en el sentido estereotipado de la secundaria, aunque sí tenía muchos amigos de diferentes clubes alrededor de toda la escuela.

## Carrera profesional

### 2006–2008: Inicios de carrera actoral
Agron apareció en numerosas series de televisión, tales como Shark, Close to Home, CSI: Nueva York, Numb3rs y como papel recurrente en Veronica Mars. También interpretó a Harper en una miniserie de 13 episodios llamada It's a Mall World, dirigida por Milo Ventimiglia, y transmitida por MTV. Más tarde, también apareció en la segunda temporada de Heroes como Debbie Marshall, la jefa del equipo de animadoras del instituto de Costa Verde y enemiga de Claire Bennet.
En 2007, Agron apareció como Dyanna en la película de acción, drama y suspenso, T.K.O., dirigida por Declan Mulvey, junto con Samantha Alarcon, Daz Crawford and Christian Boeving. Dianna también participó en la película independiente de comedia, Skid Marks. Agron apareció como la novia de Kyle en el corto Rushers. También como Sadie en la película de comedia independientem Celebrities Anonymous, y en el corto de comedia, Dinner with Raphael como Dianna, que dirigida por Dennis Hemphill Jr., junto a Lindsay Zir y Joey Kern.
Dianna también organizó y condujo un mini Festival de Música para 826LA en Los Ángeles, llamado Chickens in Love.

### 2009–2012:Gleey lanzamiento a la fama

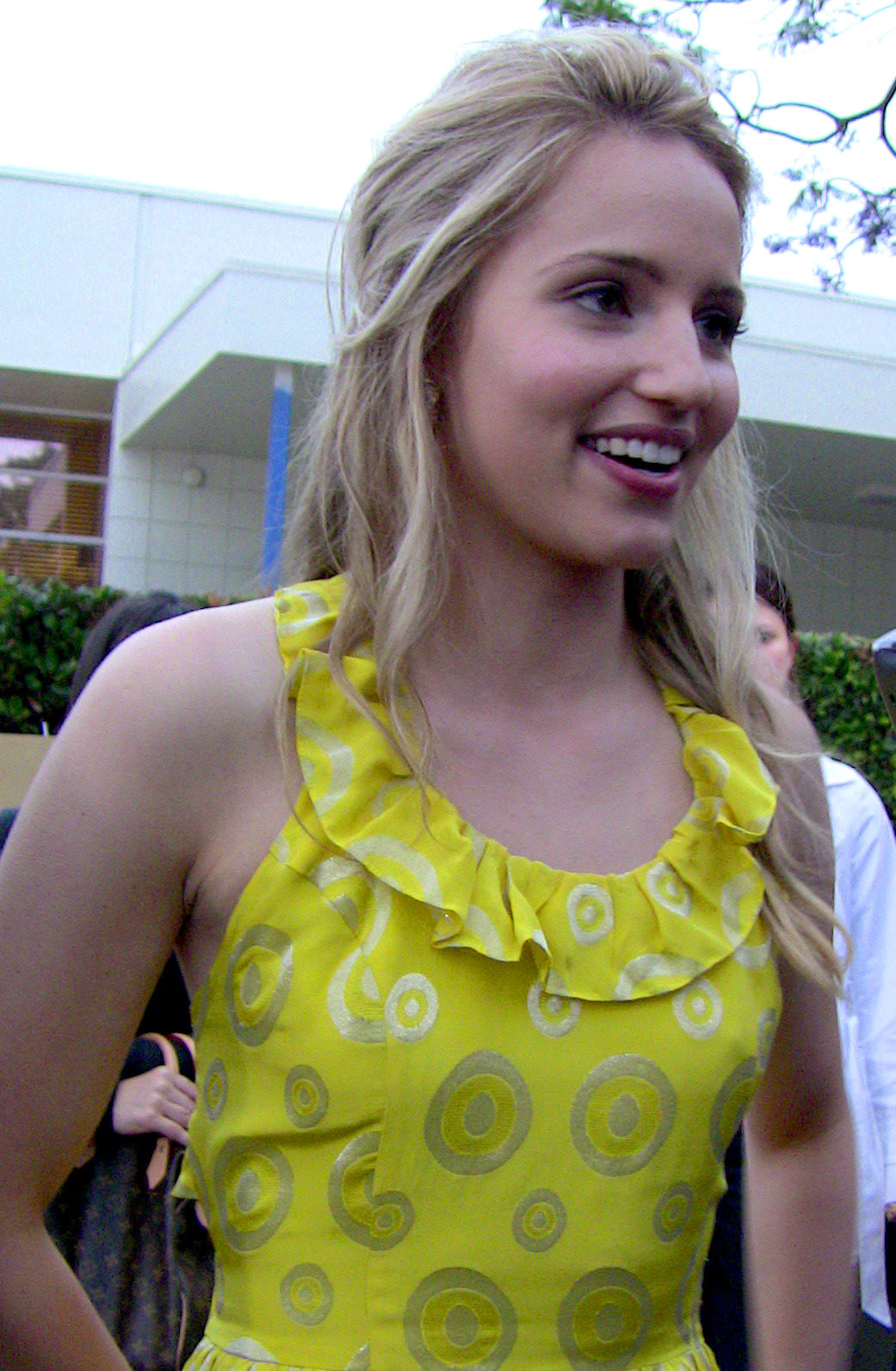
Dianna Agron en el estreno de la serie de televisión Glee, en Santa Mónica.

El papel más conocido de Dianna es Quinn Fabray, una animadora de instituto y la novia del protagonista Finn Hudson en la serie Glee de la cadena Fox, por la cual ha sido alabada por la crítica y ha recibido altas valoraciones, incluyendo un premio del Sindicato de Actores al mejor reparto de televisión en 2009 y dos Globos de Oro a la mejor serie - Comedia o musical. Agron fue la última persona del reparto principal original en estar dentro para la serie, ganando el papel solo unos días antes de comenzar la filmación. Agron habló en una entrevista sobre su audición para el popular programa televisivo en 2009: "Casi arruinaba mi audición. Estaba muy nerviosa".
Con su buen parecido, Agron casi tiene el papel, pero los productores se preguntaron si Dianna era muy inocente para interpretar a una despiadada porrista, Agron dijo: "Me dijeron que volviera con pelo lacio y que me vistiera más sexy. Más tarde esa semana, empecé a trabajar. Agron audicionó con la canción "Fly Me to the Moon" de Frank Sinatra. Los productores hablaron sobre Dianna después de haberla contratado: "tuvimos realmente suerte por haber encontrado a Agron para interpretar a Quinn". Quinn Fabray es descrita por Agron como la enemiga de Rachel Berry (Lea Michele), y "la chica más mala, terrible". Quinn originalmente concebida como la reina abeja antagónica, algo alejado de la vida de Dianna en la secundaria.
Agron dijo que su parte favorita de Quinn es que es "inteligente. Pero también es humana, y a pesar de su exterior, ella es usualmente una niña perdida". Quinn era la típica antagonista abeja reina capitana del equipo de animadoras, algo muy lejos a la vida de Agron en la secundaria. Agron dijo en una entrevista: "Yo definitivamente no era popular en la secundaria. En realidad no lo era. Era parte de muchos clubes y lideraba el anuario e hice la rutina del musical de la escuela, así que tenía amigos en todos los lugares, pero para ser sincera no sabía que vestir, no sabía como peinar mi cabello, y ese tipo de cosas".
Dianna afirmó que nunca había tenido experiencia alguna animando antes del piloto de Glee: "Si hubiese sido una [porrista], habría terminado en muletas", dijo para la revista Emmy. Gracias al personaje de Dianna en Glee, Agron ha recibido varias victoria y nominaciones para importantes premiós, como los "Teen Choice Awards", donde fue nominada en la categoría de "Mejor estrella nueva" en 2009. Ella, junto con el reparto de Glee, ganaron el premio de "Mejor reparto en una serie de comedia" en los premios"Screen Actors Guild" en 2010, y fueron nominados en la misma categoría el siguiente año. Agron fue aclamada por su gran actuación dramática en la escena de confrontación con sus padres en el episodio "Ballad", donde ellos descubren el embarazo de su hija. Gerrick D. Kennedy, al escribir sobre Quinn en Los Angeles Times, fue muy crítico en la continuación de la historia del embarazo de Fabray en el episodio "Hairography", y notó que se "encogía" al ver a Quinn en la pantalla. Inversamente, Bobby Hakinson de Houston Chronicle disfrutó a Quinn en el episodio y escribió: "Me gusta que ella siga teniendo su etapa de Mean Girls mientras que está desgarradormente triste o tan divertida como cantana "Papa Don't Preach". El escritor de The A.V. Cub supuso que la historia de Quinn en la tercera temporada reflejaba que los productores ya no sabían como utilizar a Agron. El 23 de julio de 2012, fue reportado que Agron dejaría de aparecer frecuentemente en Glee desde el comienzo de la cuarta temporada, siendo removida del reparto principal. Ella apareció solamente en tres episodios: "Thanksgiving", "Naked" y "I Do". Agron regresó para dos episodios de la quinta temporada, "100" (episodio número 100) y "New Directions". Después de aparecer en "Homecoming" y "Jagged Little Tapestry", episodios de la sexta y última temporada, Agron regresará para el último episodio de la serie.

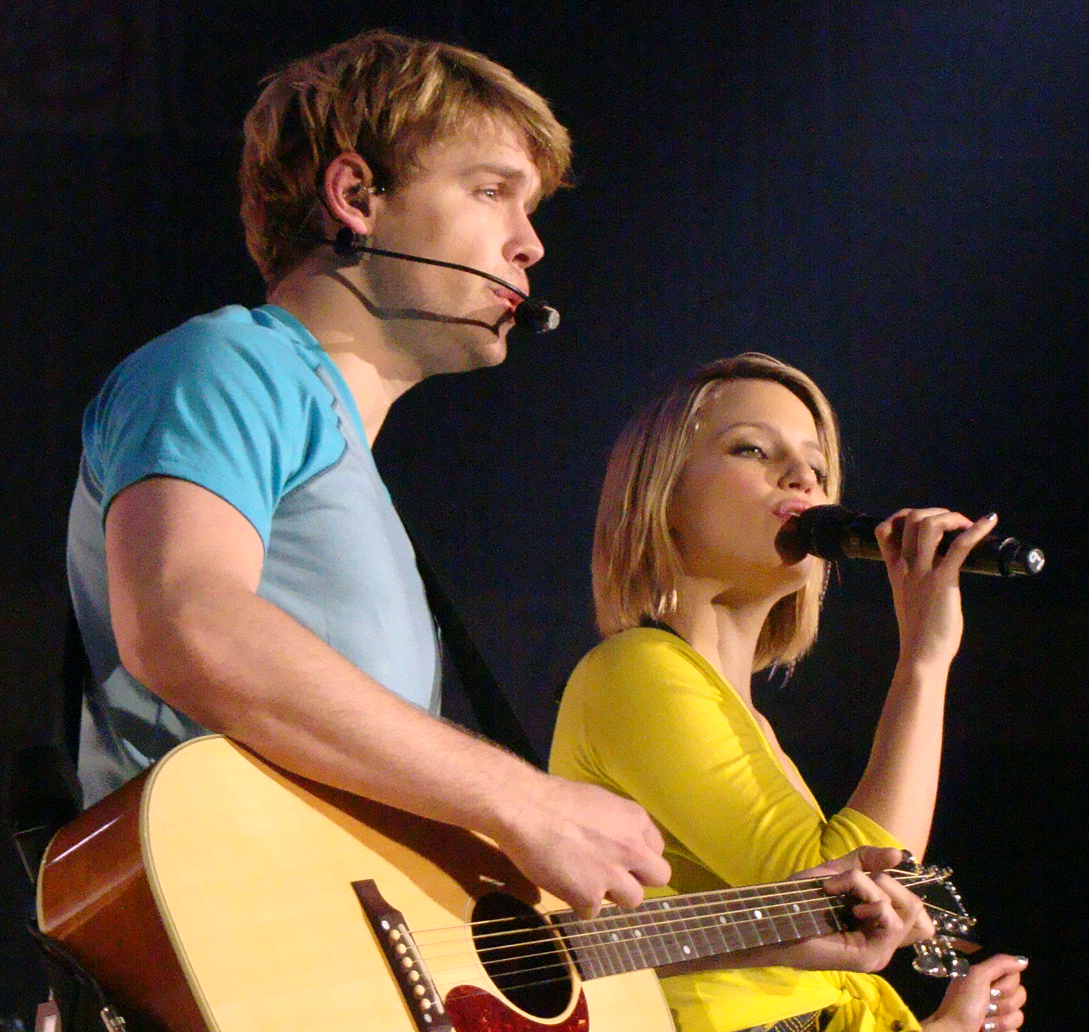
Dianna Agron y su coestrella de Glee, Chord Overstreet, durante un concierto en 2011.

Muchas canciones interpretadas por Agron han sido sencillos, disponibles para descarga digital, también encontrados en los álbumes del programa. Agron hizo su debut musical en el segundo episodio titulado "Showmance", cantando "I Say a Little Prayer" de Dionne Warwick. El siguiente solo de Quinn fue en el séptimo episodio llamado "Throwdown", en donde interpretó "You Keep Me Hangin' On" de The Supremes. La canción fue incluida en el álbum Glee: The Music, Volume 1. El editor de The Wall Street Journal fue muy crítico con la interpretaciGlee Live! In Concert!ón de "You Keep Me Hangin' On" por Quinn, por la que dijo que fue "delgada y discordante". Agron interpretó "It's a Man's Man's Man's World" por James Brown en el episodio número 21 de la primera temporada, titulado "Funk". Durante la segunda temporada, el personaje de Agron sólo consiguió duetos, de los cuales de destacan "Lucky" de Jason Mraz, que la interpreta con el personaje de Chord Overstreet, Sam Evans, y el mash up de las canciones "I Feel Pretty" de West Side Story y "Unpretty" de TLC, que es interpretada junto con el personaje Lea Michele, Rachel Berry. En la tercera temporada, Quinn canta su primer solo desde la primera temporada, "Never Can Say Goodbye" de The Jackson 5, en el episodio tributo a Michael Jackson, que recibió, mayormente, críticas favorables. Jen Chaney de The Washington Post le dio una calificación de "B-", y dijo "funcionó mejor que todas las canciones que siguieron de ésta", porque la canción de adaptó al programa en lugar de "tratar todo sobre Jackson-Jackson", refiriéndose al cantante pop. Joseph Brannigan Lynch de Entertainment Weekly la llamó "una linda manera de resumir las historias del personaje, pero no vocalmente impresionante para escucharse fuera del episodio" y le dio una "B". Crystal Bell de HuffPost TV describió la interpretación como una cualquiera, pero Kate Stanhope de TV Guide dijo que fue "tierna y reflexiva". Erica Futterman de Rolling Stone escribió que fue "una adaptación buen sintonizada con la voz sensual de Quinn y el significado que da el cambio de letra", y Michael Slezak de TVLine tuvo una opinión similar: él le dio una "A" y la llamó "adorable y precioso ajuste" para su voz. En esa misma temporada tuvo dos duetos con el personaje de Kevin McHale, Artie Abrams, en el episodio "Big Brother", con el que interpretó "I'm Still Standing" por Elton John y "Up Up Up" por Givers; y otros dos más con Samuel Larsen, en el episodio titulado Dance with Somebody interpretando "Saving All My Love For You" por Whitney Houston, y con Naya Rivera en el episodio "Prom-asaurus", con la que cantó "Take My Breath Away (canción de Berlin)" de Berlin. En la cuarta temporada, Agron tiene un solo, "Come See About Me", interpretada originalmente por The Supremes, en el octavo episodio titulado "Thanksgiving". En Glee: The 3D Concert Movie, Agron interpretó junto con Chord Overstreet la canción que cantaron como dúo en el episodio "Duets" de Glee, "Lucky" de Jason Mraz.

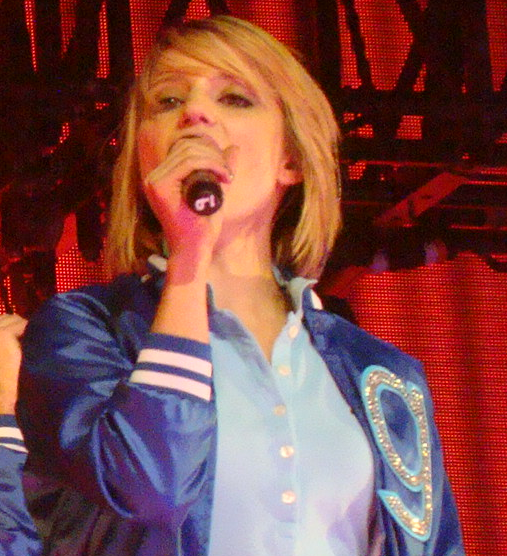
Dianna Agron interpretando Somebody to Love durante el Glee Live! In Concert! en 2011.

Agron lideró el reparto de A Fuchsia Elephant, una película que ella misma escribió, dirigió y produjo. La historia trata del personaje de Agron intentando cambiar su vida un día antes de cumplir diez y ocho años. Sin querer seguir los pasos de su alcohólica madre, Charlotte Hill decide convencer a un hombre serio (Dave Franco) que la guíe. El corto fue producido durante un hiato de Glee en el 2009 y nunca salió a la luz del público. Ella, junto a Cory Monteith, Jessica Szohr, Trevor Donovan y Alex Meraz, fue elegida entre muchas jóvenes estrellas de Hollywood para la campaña publicitaria de la primavera de 2010 «Ocean Pacific», de la cadena Walmart. La campaña nacional apareció en revistas de moda, estilos de vida y entretenimiento tales como Elle, Teen Vogue, Seventeen y Cosmopolitan, también en carteles y anuncios por ciudades y en la web oficial de Ocean Pacific. Además, las estrellas organizaron una fiesta de Ocean Pacific en Los Ángeles a finales de abril e hicieron apariciones personales a favor de la marca.
En el 2010, Agron dirigió el vídeo de "Body" por Thao with the Get Down Stay Down. Ese mismo año, apareció en la película romántica The Romantics, como la hermana menor del personaje de Anna Paquin (Lila Hayes) Minnow. Agron también interpretó a Natalie, la prometida del personaje de Jack, el interés amoroso del personaje de Christina Aguilera (Ali), en la película Burlesque junto con Cher. La actriz también apareció en Bold Native, una película sobre la liberación de animales. En el 2011, Agron apareció con Alex Pettyfer la película de ciencia ficción, I Am Number Four como Sarah Hart, y en The Hunters como Alice, una película de terror suspenso. Agron también tuvo apariciones en la película de concierto de Glee, Glee: The 3D Concert Movie.
Agron fue la conductora de los GLAAD Media Awards el 2 de junio de 2012 en San Francisco. También ha sido parte de la portada oficial de muchas ediciones de revistas como Rolling Stone, Seventeen, Dolly, Sugar, GQ, Elle, Candy, TV Guide, Nylon, Glamour, Nylon for Guys y Teen Vogue. Durante los años 2012 y 2013, Agron fue parte de la campaña "Play As You Are" de Nintendo, apareciendo en varios comerciales promocionando videojuegos de la consola Nintendo 3DS XL.

### 2013–presente: Concentración fílmica y debut en teatro
En julio de 2012, Agron confirmó su aparición como un personaje protagónico en la película Malavita, junto con Robert De Niro, Michelle Pfeiffer y Tommy Lee Jones. Malavita fue una de las razones por las cuales Agron tuvo que abandonar el reparto principal de Glee, además de otros asuntos personales y futuros proyectos. Después de unos meses, se le cambió el título a la película para su promoción en Estados Unidos como The Family. La película se estrenó en Estados Unidos el 13 de septiembre de 2013, y tuvo mayormente críticas negativas.
En febrero de 2013, Agron cantó en el primer concierto organizado por su propia organización You, Me & Charlie en Los Ángeles. Cuando le preguntaron sobre un álbum solista en 2011, Agron dijo que estaba más interesada en la actuación. Después, durante una entrevista en diciembre de 2013, dijo que "¡Nunca se sabe!", admitió. "Mi álbum definitivamente no se llamaría 'Dianna Agron'. Algo divertido. Palabras al azar están viniendo a mi mente: Bats, Night, Dark, Blue", Agron continuó. Agron habló en los 18.os San Francisco Power of Choice Luncheon para celebrar el aniversario número 40 de Roe V. Wade – ¡40 años de Elección! el 7 de marzo de 2013 en San Francisco, y asistió al 2.º Almuerzo Anual de los 25 Estilistas más Poderosos de The Hollywood Reporter y Jimmy Choo el 13 de marzo de 2013 en West Hollywood.
Agron participó en la edición de septiembre de 2013 de Nylon for Guys, en donde fue entrevistada y habló sobre la película en donde aparece, The Family; el futuro de su personaje de Glee, Quinn Fabray en la quinta temporada; y rumores sobre sus relaciones. También participó en la edición del mismo mes de Glamour, en donde habló principalmente de moda y su estilo. Para la revista, tuvo una sesión de fotos durante su viaje en Venecia, Italia. Dianna fue parte de la edición del primer aniversario de la revista Galore, que es la edición de diciembre de 2013 y enero de 2014. En la revista, habló de su próxima película A Conspiracy on Jekyll Island; El vídeo musical del sencillo de The Killers, "Just Another Girl", en donde apareció como estrella invitada; y su vida personal. Agron participó para la edición de febrero de 2014 de la revista InStyle UK. En la entrevista, dijo que su estilo era algo masculino. También habló sobre su difunto amigo Cory Monteith, Glee y su película The Family. Para la sesión de fotos, vistió ropa de Miu Miu.
El 26 de septiembre de 2013, Josh Boone confirmó que Agron sería parte de la nueva película Pretenders, junto con Michael B. Jordan, Anton Yelchin y Imogen Poots. La película se empezará a filmar durante el verano del 2014. En una entrevista durante octubre de 2013, Agron también anunció que filmaría otra película llamada A Conspiracy on Jekyll Island durante noviembre de 2013 en Chicago, donde interpretará a un personaje que es "mucho más agresivo" que su personaje en The Family. Agron confirmó vía Twitter que la producción empezó el 20 de noviembre de 2013; la película aún se encuentra en estado de posproducción. El 28 de octubre de 2013, Agron confirmó que estaba trabajando en un proyecto musical. Dijo que no cantaría, pero sí interpretaría a un cantante que ella en realidad admira. Al siguiente día, se reveló que sería un vídeo musical, y el 30 de octubre se filmó. El 25 de noviembre de 2013, se lanzó el proyecto y resultó ser el vídeo oficial del sencillo de The Killers, "Just Another Girl".
Agron trabajó como fotógrafa de la edición de febrero de 2014 para la revista Galore. Para la sesión, su hermano, Jason Agron, también participó. Después de dirigir el vídeo musical de "Body" de Thao & The Get Down Stay Down y su película independiente jamás lanzada, A Fuchsia Elephant, Agron ha declarado que le gustaría seguir dirigiendo diferentes proyectos. El 21 de febrero de 2014 fue reportado que Agron aparecerá en una película titulada All Alone, su estreno se espera que sea durante el 2015.
El 4 de febrero de 2014, Agron empezó a filmar una película titulada Zipper en Luisiana; ella interpretó a Dalia, una pasante que se postula para el cargo de abogada. Patrick Wilson, Lena Headey, John Cho y Adrianne Palicki también son parte del reparto. La película se estrenó el 27 de enero de 2015 en el Festival de Cine de Sundance, y tendrá su estreno más adelante en 2015.
El 31 de marzo de 2014, se informó que Agron se unió al elenco de la película La última canción, junto a Jason Sudeikis y Rebecca Hall. La producción de la película inició ese mismo mes; se reveló que Agron interpretaría a Finley.
El 7 de julio de 2014, se supo que Agron se había unido al elenco principal de la película Headlock, junto a Andy García, Justin Bartha, James Frain y D. W. Moffett. Ese mismo mes, se informó que Agron obtuvo el papel principal en la película Bare. El largometraje fue escrito y dirigido por Natalie Leite; cuenta la historia de Sarah (Agron), una chica joven que vive en un pequeño y desierto pueblo en Nevada, quien conoce a Pepper, una mujer de la calle que la lleva una vida de drogas, estríperes y experiencias psicodélicas y espirituales, juntas llevaran un romance para ver ver hasta donde llegan los límites de su relación. La película incluye a los actores Paz de la Huerta y Chris Zylka como sus coprotagonistas. Bare junto a La última canción, película protagonizada por Agron, ambas se estrenaron en abril de 2015 en el Festival de Cine de Tribeca, recibiendo críticas positivas. Agron sorprendió con su escena de desnudo en la película Bare, siendo este su primer desnudo en la pantalla grande.
En septiembre de 2014, Agron anunció que volvería a Glee para su última temporada, después de que el productor musical de la serie, Alex Anders, compartió una foto en la que se ve a Agron en el estudio de grabación de la discografiaca Capitol Records. Diana apareció en tres episodios de la serie: "Homecoming", "Jagged Little Tapestry", y en el episodio final de la serie, "Dreams Come True"; en dichos episodio Agron interpretó temas como Take on Me de A-Ha, Problem de Ariana Grande junto a Iggy Azalea, Home por Sharpe y The Magic Zeros, So Far Away y You've Got a Friend de Carole King, You Learn de Alanis Morissette y I Lived de OneRepublic. Los episodios del final de temporada fueron estrenados a partir del 9 de enero de 2015 y finalizó el 20 de marzo de 2015.
El 20 de marzo de 2015, se informó que Agron debutaría en el teatro con la obra McQueen, que está basada en la vida del diseñador Alexander McQueen, interpretado por Stephen Wight. Agron interpretó el papel de Dahlia el personaje femenino principal, "que irrumpe en la casa del diseñador para robar un vestido y es atrapada por McQueen, más tarde se embarcan en un viaje a través de las calles de Londres". La obra de fantasía fue escrita por James Phillips, por el quinto aniversario de la muerte de Alexander McQueen. Agron visitó Londres en diciembre de 2014 para adaptarse a su papel, recibió la propuesta para protagonizar una obra de teatro en Broadway, pero ella lo rechazó. La obra se desarrollará entre el 12 mayo y 6 de junio de 2015 en el teatro St. James Theatre ubicado en Londres. En julio de 2015, se informó que Agron no repetiría el papel de Dahlia en el Teatros del West End debido a sus compromisos para el rodaje de una nueva película en Estados Unidos.
En mayo de 2015, Agron dirigió un video para la recolección "París" de Tory Burch que saldrá a finales de este año y más tarde fue seleccionada por Burch para representar a la marca en la Met Gala en 2015.
En julio de 2015, Agron interpretó The Star-Spangled Banner, el himno nacional de los Estados Unidos de América para el 239º aniversario de la Independencia en la Casa Winfield en Londres. El 13 de julio de 2015, el portal Deadline.com confirmó que Agron obtuvo el papel principal para la película Hollow in the Land escrita y dirigida por Scooter Corkle. La película trata sobre una lesbiana llamada Alison, interpretada por Agron, cuyo hermano desaparece y ella inicia una búsqueda para encontrarlo.
El 4 de diciembre de 2015, Variety confirmó que Agron sería la protagonista Novitiate junto a Melissa Leo y Margaret Qualley, la película se desarrolla en la década de 1960 y cuenta la historia de una mujer joven que comienza a cuestionar su fe católica; el rodaje comenzará en enero en Nashville.
En 2018 fue anunciado que Dianna Agron junto a Tom Hughes y otros actores serían parte del film The Laureate. La película ya está filmada, y se encuentra en posproducción. Se espera que el film se estrene este año 2020 si es que no se retrasa hasta 2021.

## Vida personal

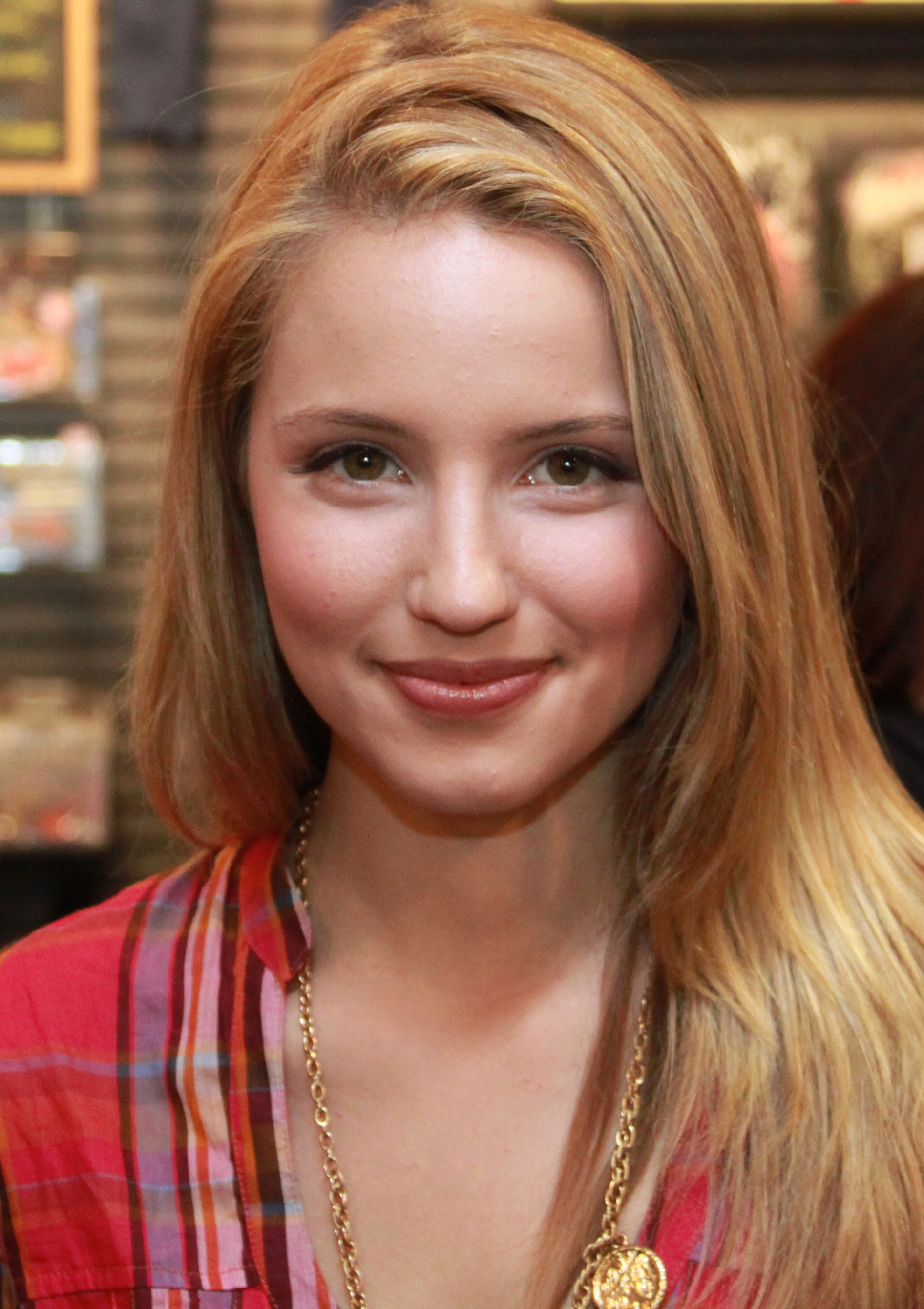
Agron en la celebración del estreno de Glee durante el 2009.

Agron y su coestrella de Glee, Lea Michele, decidieron alquilar un departamento juntas en Los Ángeles a comienzos del 2009. Agron mantuvo una relación con su coestrella de I Am Number Four, Alex Pettyfer, por un año. Después de eso salió con el actor Sebastian Stan manteniendo una relación de un poco más del año.
La cuenta de Twitter de Dianna fue hackeada el 18 de diciembre de 2011 y empezó muchas tendencias. El intruso también se metió a su correo personal y empezó a sacar canciones, guiones y episodios de Glee. Ese mismo año, Agron se sometió a una cirugía de la nariz para reparar su tabique desviado que fue el resultado de un golpe en la nariz cuando tenía catorce años.
Después de que su coestrella de Glee, Cory Monteith falleciera el 13 de julio de 2013, Agron dijo que eso la hacía "ver las cosas diferente. Él era una de las personas más maravillosas que he conocido en toda mi vida..." Aunque ahora esté fuera del programa, Agron dijo que seguía obteniendo y dando apoyo y amistad a sus compañeros de Glee.
Agron comenzó una relación con un dueño de restaurantes australiano llamado Nick Mathers en agosto de 2013, pero en enero de 2014 terminaron por causas desconocidas.
En julio de 2015, Agron inició una relación amorosa con Winston Marshall, un músico y miembro de la banda Mumford and Sons. En enero de 2016, se confirmó que Agron se había comprometido con Marshall. En octubre de 2016, Agron se casó con Marshall en Marruecos. Y luego de 3 años casados, en agosto de 2020 se confirmó su divorcio.

### Activismo
Dianna es vegetariana, y apoya activamente a grupos LGBT y a la organización PETA.
También se conoció que ella usaba su cuenta de Tumblr para alentar la donación de sus seguidores a muchas organizaciones, como 826LA y Wildlife Waystation. Usando su cuenta de Tumblr como un punto de inicio, Agron lanzó un sitio web llamado You Me & Charlie el 12 de diciembre de 2011. Junto con otros contribuyentes, ella escribe y colecta mensajes, que se centran en música, arte, moda e inspiración diaria. Vanity Fair ha complementado este sitio diciendo que la página está "llena de luz, optimismo y gente hermosa". Agron cerró su cuenta de Tumblr en abril de 2013 diciendo que nuevas etapas comenzarán.
Agron condujo los GLAAD Media Awards el 2 de junio de 2012, en el cual recaudó $5500 dólares dándole un beso a un desconocido. Agron trabajó con The Trevor Project en el 2012 para recaudar fondos en honor a su cumpleaños. Después de prometer donar todo a la caridad, ella y sus fanes obtuvieron más de $26,000 dólares. Ese mismo año, Agron visitó el Centro de Kompung Cham, donde conoció a los niños y adolescentes residentes del lugar. El 20 de abril de 2013, los fanes de Agron donaron $10,200 para su cumpleaños, en beneficio de la Fundación Somaly Mam con el fin de combatir la trata de personas.

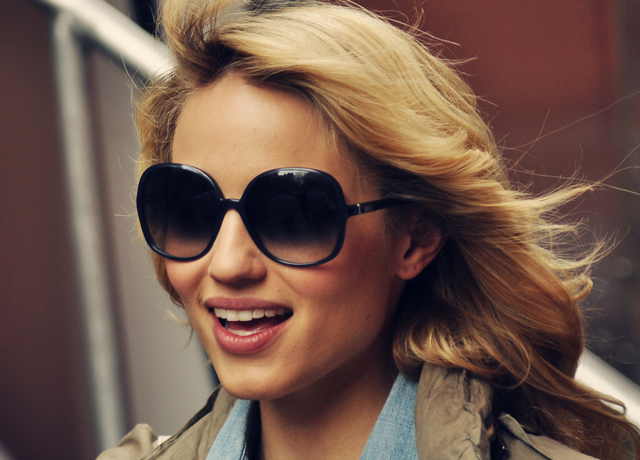
Dianna Agron en Nueva York en 2011.

En agosto de 2013, Agron realizó una donación de bienes a los Veteranos de Vietnam de América en Los Ángeles. Agron también apoya la iniciativa de Camp Wonder y Cetaphil, que ayuda a niños con enfermedades en la piel. El 22 de febrero de 2014, Agron participó junto con otras estrellas de Glee en un show de la fundación Young Storytellers. Ahí, actuaron en vivo cinco guiones que fueron escritos por alumnos de quinto año de la escuela primaria para promover las artes en las escuelas públicas. En junio de 2014, Agron se unió junto a otras celebridades y a la Fundación Big Slick para ayudar a recaudar fondos para el Hospital Mercy que atiende a niños de Kansas City. Entre los eventos realizados Agron participó en el softbol de celebridades, una reunión privada para los pacientes con la presencia de los famosos, un torneo de bolos y una subasta. En diciembre de 2014, Agron participó de la United Service Organizations que provee servicios recreacionales y morales a los miembros de las Fuerzas Armadas de los Estados Unidos por todo el mundo, en este caso en la Base Aérea de Bagram de Afganistán. Más tarde ese mes, ella asistió a la 10.ª gala de ASW (ASmallWorld), en donde subastó un beso suyo por más de $20.000; donó el dinero a la organización benéfica War Child.
En 2020 Dianna fue parte de una campaña junto a The Lower Eastside Girls Club, de New York, en la cual si donabas una cantidad igual o superior a 10 dólares, podías ganar un saludo y una canción personalizada por la misma actriz, y todos los fondos recaudados serían para el mencionado club.

### En los medios
Agron fue elegida por la revista People como una de las mujeres más hermosas de 2010. En 2011, llegó al octavo lugar en la lista Hot 100 del sitio web AfterEllen.com. En 2012, ella llegó en el puesto número 13 del "Top 50 Personajes Femeninas Favoritas de TV" según AfterEllen.com, gracias a su personaje de Glee, Quinn Fabray. En abril de 2012, Shalom Life clasificó a Agron en el 3.er lugar en su lista de "Las 50 mujeres judías más talentosos, inteligentes, divertidas, y magníficas en el Mundo". Más tarde ese mismo año, ella y sus compañeras de reparto de Glee, Naya Rivera y Heather Morris, estuvieron en los tres primeros lugares en la lista Hot 100 de AfterEllen.com, con Agron en el segundo lugar. Luego Agron ocupó el puesto número 28º en el Top 99 de "La las mujeres mas deseables" de AskMen.com. Ella también clasificó en el puesto número 44.º de "Las 100 mujeres más atractivas del Mundial de 2012" de la revista FHM. En 2013, Opposing Views colocó a Agron en el séptimo lugar en la lista "Las actrices más calientes en el horario estelar de televisión". Llegó al segundo lugar en la lista de MuchMusic de "Las 5 estrellas para ver en 2013". Ingresó en el puesto número 84 de "Las 100 mujeres más sexy del Mundial de 2014" según la revista FHM. Agron ocupó el puesto número 47 en el ranking de "Las mujeres más calientes del 2014" según la revista Men's Health. En agosto de 2015, BuzzFeed posicionó a Agron en el puesto número 16 de las "29 caras más sorprendentes de la televisión" debido a su personaje de Quinn Fabray de Glee.

## Créditos

### Películas
| Año  | Nombre                     | Papel                    | Notas                        |
| ---- | -------------------------- | ------------------------ | ---------------------------- |
| 2006 | When a Stranger Calls      | Animadora                | Cameo                        |
| 2007 | T.K.O.                     | Dyanna                   | Personaje principal          |
| 2007 | Rushers                    | Dianna Agron             | Cortometraje                 |
| 2007 | Skid Marks                 | Megan                    | Personaje secundario         |
| 2009 | Dinner with Raphael        | Dianna                   | Cortometraje de Funny or Die |
| 2009 | A Fuchsia Elephant         | Charlotte Hill           | Cortometraje                 |
| 2010 | Bold Native                | Samantha                 | Personaje secundario         |
| 2010 | The Romantics              | Minnow Hayes             | Personaje secundario         |
| 2010 | Burlesque                  | Natalie                  | Personaje secundario         |
| 2011 | The Hunters                | Alice                    | Personaje principal          |
| 2011 | I Am Number Four           | Sarah Hart               | Coprotagonista               |
| 2011 | Glee: The 3D Concert Movie | Quinn Fabray/Ella misma  | Coprotagonista               |
| 2013 | The Family                 | Belle Blake              | Coprotagonista               |
| 2015 | Zipper                     | Dalia                    | Coprotagonista               |
| 2015 | Tumbledown                 | Finley                   | Coprotagonista               |
| 2015 | Bare                       | Sarah Barton             | Personaje principal          |
| 2015 | Unity                      | Narradora                | Voz / documental             |
| 2017 | The Crash                  | Amelia Rhondart          | Coprotagonista               |
| 2017 | Novitiate                  | Hermana Mary Grace       | Personaje principal          |
| 2017 | Hollow in the Land         | Alison Miller            | Personaje principal          |
| 2018 | Ralph Breaks the Internet  | Presentadora de noticias | Voz                          |
| 2019 | Against the Clock          | Tess Chandler            | Personaje principal          |
| 2019 | Berlin, I Love You         | Katarina                 | También como directora       |
| 2020 | Shiva Baby                 | Kim Beckett              | Coprotagonista               |
| 2021 | The Laureate               | Laura Riding             |                              |
| 2023 | Clock                      | Ella Patel               | Personaje principal          |
| 2023 | As They Made Us            | Abigail                  | Personaje principal          |

### Televisión
| Año       | Nombre                           | Papel            | Notas |
| --------- | -------------------------------- | ---------------- | --- |
| 2006      | Close To Home                    | Chica embriagada | Episodio: «Homecoming»                                                                                         |
| 2006      | CSI: NY                          | Jessica Grant    | Episodio: «Murder Sings the Blues»                                                                             |
| 2006      | Drake & Josh                     | Lexi             | Episodio: «The Great Doheny»                                                                                   |
| 2006      | Shark                            | Gia Mellon       | Episodio: «Love Triangle»                                                                                      |
| 2006      | After Midnight: Life Behind Bars | Kelly            | Película de televisión                                                                                         |
| 2006—2007 | Veronica Mars                    | Jenny Budosh     | Personaje recurrente                                                                                           |
| 2007      | Héroes                           | Debbie Marshall  | Personaje recurrente                                                                                           |
| 2007      | It's a Mall World                | Harper           | Personaje principal                                                                                            |
| 2008      | Numb3rs                          | Kelly Rand       | Episodio: «Jack of All Trades»                                                                                 |
| 2009      | Celebrities Anonymous            | Sadie            | Película de televisión                                                                                         |
| 2009—2015 | Glee                             | Quinn Fabray     | Personaje principal (Temporadas 1 a 3) Personaje recurrente (Temporadas 4 a 6), serie de TV FOX (79 episodios) |
| 2012      | The Glee Project                 | Ella misma       | Mentor invitada, 2 episodios                                                                                   |
| 2020      | Robot Chicken                    | Varios           | Episodio: «Max Caenen in: Why Would He Know If His Mother's A Size Queen»                                      |
| 2023      | The Chosen One                   | Sarah            | Personaje principal, serie de TV Netflix (6 episodios)                                                         |
| 2025      | Doctor Odyssey                   | Katherine Massey | Invitada 1 episodio, serie de TV                                                                               |

### Como directora
| Año  | Título             | Notas                                            |
| ---- | ------------------ | ------------------------------------------------ |
| 2009 | A Fuchsia Elephant | Corto, también como escritora y guionista        |
| 2010 | Body               | Video musical de Thao & The Get Down Stay Down's |
| 2014 | Till Sunrise       | Video musical de Goldroom's                      |
| 2015 | L'Américaine       | Colección de Tory Burch                          |
| 2019 | Berlin, I Love You | Película de Dianna Agron y Peter Chelsom         |

### Vídeos musicales
| Año  | Título               | Artista     | Notas                        |
| ---- | -------------------- | ----------- | ---------------------------- |
| 2013 | Just Another Girl    | The Killers | Modelo                       |
| 2014 | I'm Not the Only One | Sam Smith   | Esposa engañada              |
| 2014 | Imagine              | Varios      | Cantante (campaña de Unicef) |

### Comerciales
| Año  | Compañía | Notas | Ref.   |
| ---- | -------- | --- | ------ |
| 2012 | Nintendo | Anuncio del juego Art Academy de Nintendo 3DS                                                                       | [ 66 ] |
| 2012 | Nintendo | Anuncio junto a su hermano, Jason Agron, del juego El profesor Layton y la máscara de los prodigios de Nintendo 3DS | [ 67 ] |

### Teatro
| Año  | Nombre  | Papel  | Notas        |
| ---- | ------- | ------ | ------------ |
| 2015 | McQueen | Dahlia | Protagonista |

## Premios
| Premios y nominaciones | Premios y nominaciones              | Premios y nominaciones                                                              | Premios y nominaciones | Premios y nominaciones |
| Año                    | Premio                              | Categoría                                                                           | Trabajo                | Resultado              |
| ---------------------- | ----------------------------------- | ----------------------------------------------------------------------------------- | ---------------------- | ---------------------- |
| 2010                   | Screen Actors Guild Awards          | Mejor Interpretación de un Reparto en una Serie de Comedia                          | Glee                   | Ganadora               |
| 2010                   | Teen Choice Awards                  | Elección de TV: Mejor Estrella Nueva                                                | Glee                   | Nominada               |
| 2010                   | Teen Choice Awards                  | Elección de Música: Grupo (con el reparto de Glee)                                  | Glee                   | Nominada               |
| 2010                   | Breakthrough of the Year Awards     | Nueva Estrella                                                                      | Ella misma             | Ganadora               |
| 2010                   | Lesbian/Bi People's Choice Awards   | Grupo o Dúo Favorito (con el reparto de Glee)                                       | Glee                   | Nominada               |
| 2010                   | Gay People's Choice Awards          | Grupo o Dúo Favorito (con el reparto de Glee)                                       | Glee                   | Ganadora               |
| 2011                   | Screen Actors Guild Awards          | Mejor Interpretación de un Reparto en una Serie de Comedia                          | Glee                   | Nominada               |
| 2011                   | Premios Grammy                      | Mejor Banda Sonora para Medios Visuales                                             | Glee                   | Nominada               |
| 2011                   | Teen Choice Awards                  | Elección de TV: Ladrona de Escenas                                                  | Glee                   | Nominada               |
| 2011                   | Teen Choice Awards                  | Elección de Música: Grupo (con el reparto de Glee)                                  | Glee                   | Nominada               |
| 2011                   | Victoria's Secret: What's Sexy List | Sonrisa Más Sexy                                                                    | Ella misma             | Ganadora               |
| 2012                   | Screen Actors Guild Awards          | Mejor Interpretación de un Reparto en una Serie de Comedia (con el reparto de Glee) | Glee                   | Nominada               |
| 2012                   | Premios Grammy                      | Mejor Banda Sonora para Medios Visuales                                             | Glee                   | Nominada               |
| 2012                   | Teen Choice Awards                  | Elección de Música: Grupo (con el reparto de Glee)                                  | Glee                   | Nominada               |
| 2012                   | Giffoni Film Festival               | Ella misma                                                                          | Ella misma             | Ganadora               |
| 2013                   | Screen Actors Guild Awards          | Mejor Interpretación de un Reparto en una Serie de Comedia (con el reparto de Glee) | Glee                   | Nominada               |
| 2013                   | Shorty Awards                       | Mejor Actriz en Redes Sociales                                                      | Ella misma             | Nominada               |
| 2013                   | Shorty Awards                       | Mejor Celebridad en Redes Sociales                                                  | Ella misma             | Nominada               |
| 2013                   | Shorty Awards                       | Mejor Artista, Crítico Artístico o Arte Aficionado en Redes Sociales                | Ella misma             | Nominada               |
| 2013                   | Shorty Awards                       | Mejor "Blogger" en Redes Sociales                                                   | Ella misma             | Nominada               |
| 2013                   | Shorty Awards                       | Mejor Diva de Modas, Empresaria o Modelo en Redes Sociales                          | Ella misma             | Nominada               |
| 2013                   | Napa Valley Film Festival           | Mejor Estrella                                                                      | Ella misma             | Ganadora               |
| 2013                   | Women Film Critics Circle Awards    | Mejor Joven Actriz                                                                  | The Family             | Nominada               |
| 2015                   | BroadwayWorld UK / West End Awards  | Mejor Actriz de Reparto en una Nueva Producción de una Obra de Teatro               | McQueen                | Nominada               |

## Discografía
Artículo principal: Anexo:Discografía de Glee
| Álbumes de estudio y EP con el reparto de Glee - 2009: Glee: The Music, Volume 1 - 2010: Glee: The Music, The Power of Madonna (EP) - 2010: Glee: The Music, Volume 3 Showstoppers - 2010: Glee: The Music, The Rocky Horror Glee Show (EP) - 2010: Glee: The Music, The Christmas Album - 2010: Glee: The Music, Volume 4 - 2011: Glee: The Music, Volume 5 - 2011: Glee: The Music, Volume 6 - 2011: Glee: The 3D Concert Movie Soundtrack - 2012: Glee: The Music, Volume 7 - 2012: Glee: The Music, The Graduation Album - 2012: Glee: The Music, Season 4, Volume 1 - 2014: Glee: The Music, Celebrating 100 Episodes - 2015: Glee: The Music, Homecoming (EP) - 2015: Glee: The Music, Jagged Little Tapestry (EP) | Sencillos con el reparto de Glee - «You Keep Me Hangin' On» - «Papa Don't Preach» - «Express Yourself» - «Bad Romance» - «It's a Man's Man's Man's World» - «Lucky» - «(I've Had) The Time of My Life» - «Afternoon Delight» - «I Feel Pretty» / «Unpretty» - «I Don't Want to Know» - «Don't Stop» - «We Are Young» - «The Edge of Glory» - «We Are the Champions» |

## Giras
Giras con el reparto de Glee
- Glee Live! In Concert! (2010-2011)